# フェリーチェ・バチョッキ

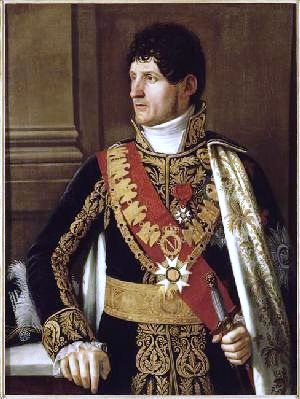
フェリーチェ・バチョッキ
(画)ピエトロ・ベンヴェヌーティ

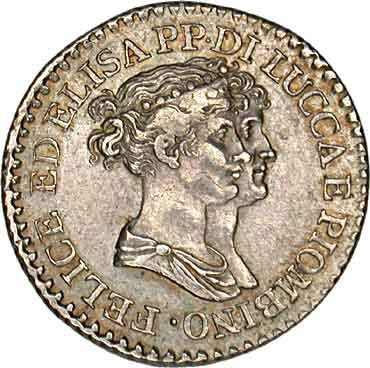
フェリーチェ・バチョッキとエリザ

フェリーチェ・パスクヮーレ・バチョッキ（Felice Pasquale Baciocchi, 1762年5月8日 -  1841年4月27日）は、コルシカの役人で、同郷人ナポレオン・ボナパルトの妹婿。1797年5月1日にナポレオンの妹エリザ・ボナパルト（エリーザ・ブオナパルテ）と結婚し、元老院議員、ルッカ・ピオンビーノ公（1805年6月23日）となった。
エリーザとの間に4人の子をもうけた。
- フェリーチェ・ナポレオーネ・バチョッキ（Felice Napoleone Baciocchi, 1798年 - 1799年）
- エリーザ・ナポレオーネ・バチョッキ（Elisa Napoleone Baciocchi, 1806年 - 1869年）
- ジローラモ・カルロ・バチョッキ（Girolamo Carlo Baciocchi, 1810年 - 1811年）
- フェデリーコ・ナポレオーネ・バチョッキ（Federico Napoleone Baciocchi, 1813年 - 1833年）